# Walter Rescheneder

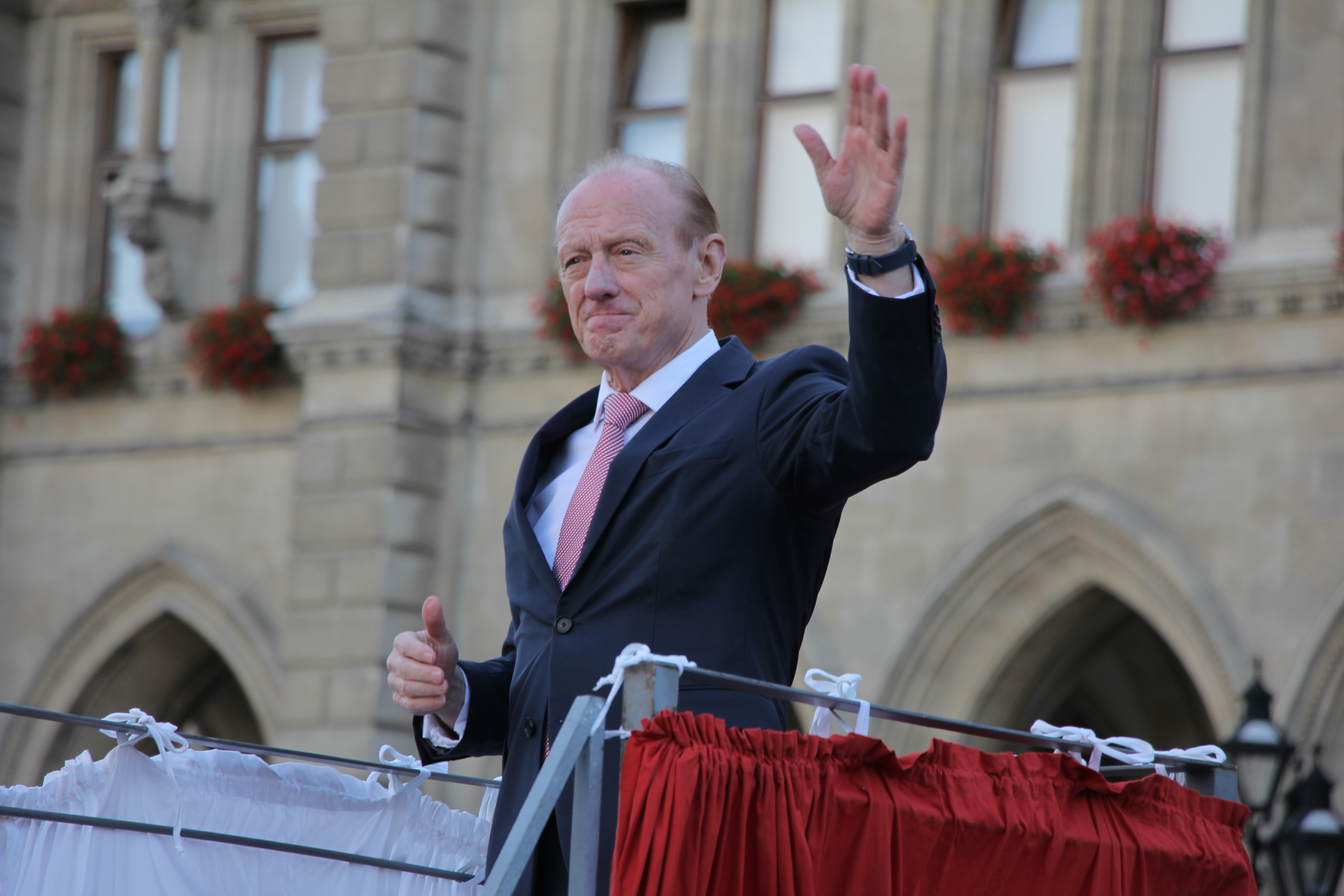
Walter Rescheneder beim 39. Blasmuskifest in Wien (2018)

Walter Rescheneder (* 20. Juni 1948 in Linz) ist ein  österreichischer Komponist, Dirigent und Musikpädagoge.

## Leben und Wirken
Walter Rescheneder studierte Klarinette, Violoncello, Schlagzeug und Dirigieren am Brucknerkonservatorium Linz und am Mozarteum Salzburg. Seine Dirigentenausbildung absolvierte er bei Leopold Mayer. Er ist seit 1968 musikalischer Leiter der Stadtmusik (Magistratsmusik) Wels. Als er im Alter von 20 Jahren zum Kapellmeister der Magistratsmusik Wels bestellt wurde, war er der jüngste Kapellmeister Österreichs.
Aufgrund eines erfolgreichen und überzeugenden Konzertes unter Rescheneders Leitung anlässlich des 80. Geburtstags von Nico Dostal in dessen Beisein wurde Rescheneder am 1. Jänner 1972 zum musikalischen Leiter des Städtischen Symphonieorchesters Wels bestellt.
Von 1979 bis 2007 war er Direktor der Landesmusikschule Wels. Von 1991 bis 2019 war er Landeskapellmeister des Oberösterreichischen Blasmusikverbandes und seit 2004 Bundeskapellmeister des Österreichischen Blasmusikverbandes.
Von 1991 bis 2015 war Rescheneder Landesmusikdirektor beim Amt der Oberösterreichischen Landesregierung. Weiters ist er Blasmusikreferent beim ORF und gestaltet in Radio Oberösterreich die Sendungen Klingendes Oberösterreich und Musikanten spielt’s auf, die er auch moderiert.
Er dirigierte unter anderem Operettenproduktionen mit der Münchner Opernbühne und der Wiener Operettenbühne (Der Bettelstudent, Die Fledermaus), die Uraufführung der Jugendoper Picassa, die Musicalproduktionen Annie (Stadttheater Bad Hall), Jekyll & Hyde (Landestheater Linz) und Das Phantom der Oper (Bad Leonfelden), weiters Konzerte mit dem World Youth Symphony Orchestra, dem Tschechisch-Österreichischen Sinfonischen Blasorchester, Linzer Konzertverein, OÖ Bläsersolisten, Sound Inn Brass, OÖ Landesblasorchester, SBO Ried, WPOS Schärding, Bezirksorchester Grieskirchen, Landesblasorchester Salzburg, Kollegium Ennsegg etc.
Rescheneder ist auch als Referent bei Seminaren sowie als Juror bei internationalen Wettbewerben tätig. Er ist Vorsitzender des Welser Kulturbeirats. Zudem ist Reschenender Präsident des Fördervereins Musik der Jugend, der unter anderem die Preisträger des Wettbewerbs prima la musica unterstützt.

## Kompositionen (Auswahl)
- Swingende Trompeten, für 3 Trompeten und Blasorchester
- Tanzsoirée, Ouvertüre für Blasorchester
- Willkommen in Österreich, Marsch
- Jubiläumsmarsch
- Wels voran, Marsch
- Volksfest-Polka
- Holiday in Austria
- Marsch de Jumelage

## Auszeichnungen
- Titel Konsulent der oberösterreichischen Landesregierung
- 2016 Goldenes Verdienstzeichen des Landes Oberösterreich
- 2016 Berufstitel Professor
- 2021 Titel Ehrenkonsulent der oberösterreichischen Landesregierung[7]

Der oberösterreichische Komponist Thomas Doss widmete Rescheneder die Montana Fanfare.